# Vjekoslav Kobešćak
Vjekoslav Kobešćak (* 20. Januar 1974 in Zagreb, SFR Jugoslawien) ist ein kroatischer Wasserballspieler.

## Biografie
Vjekoslav Kobešćak nahm mit der Kroatischen Nationalmannschaft an den Olympischen Spielen 1996, 2000 und 2004 teil. 1996 gewann er mit der kroatischen Mannschaft in Atlanta die Silbermedaille. Sein Vater Vlado war Präsident des kroatischen Wasserballverbands und sein Bruder Dario ebenfalls Wasserballspieler.
Am 3. Februar 2000 wurde Kobešćak zu einer einjährigen Haftstrafe wegen eines schweren Verkehrsunfalls am 6. November 1993 verurteilt.
Seit 2015 trainiert er den vielfachen kroatischen Meister VK Jug Dubrovnik und konnte mit dem Team 2016 die LEN Champions League gewinnen.